# Schwartz's
Cet article possède un paronyme, voir Schwartz.
Schwartz's est une charcuterie hébraïque de Montréal. Elle est un des restaurants de sandwichs à la viande fumée les mieux connus de Montréal.

## Histoire

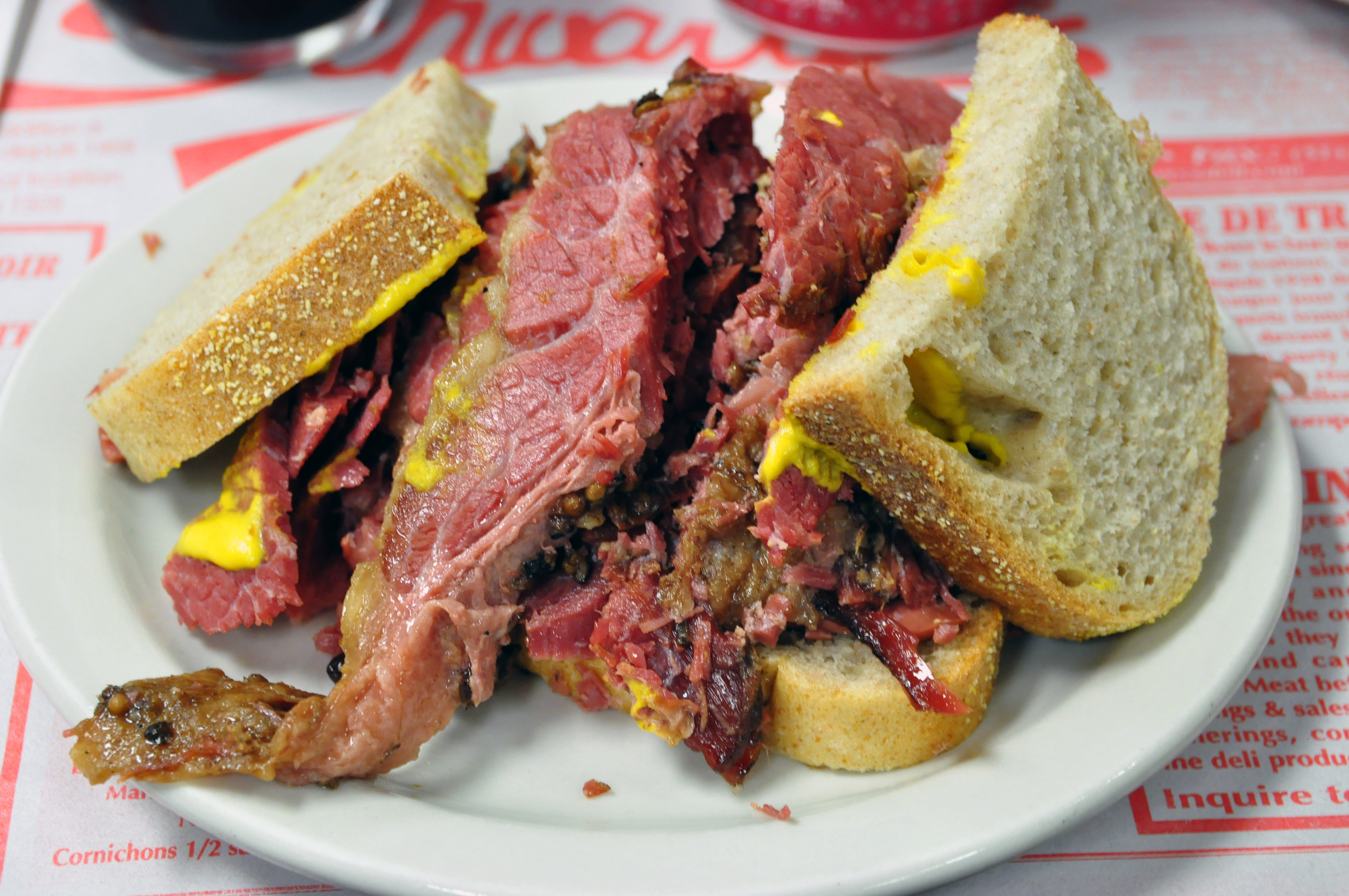
Sandwich à la viande fumée de chez Schwartz's.

Le restaurant a été fondé en 1928, par les frères Maurice et Reuben Schwartz, des Juifs roumains. Il est situé en plein cœur de l'ancien quartier juif sur le boulevard Saint-Laurent, une importante rue commerçante de la ville, lieu où, durant plus d'un siècle, se sont installées les diverses communautés d'immigrants qui arrivaient à Montréal. 
Le sandwich à la viande fumée a été importé à Montréal par les immigrants juifs  arrivés d'Europe de l'Est dans les années 1890-1900, et constitue, depuis, un type de mets très populaire en Amérique du Nord en général, et au Québec en particulier.
Un cuisinier chez Schwartz's, Morris Sherman, est crédité d'avoir créé les épices à steak de Montréal, lorsqu'il a commencé à utiliser le mélange d'épices pour la viande fumée afin d'améliorer la saveur de ses steaks grillés.
En 2012, le restaurant est racheté par René Angélil, ses neveux Martin et Eric Sara, ainsi que par des membres de la famille Nakis.

## Description
Schwartz's est un lieu plutôt exigu au mobilier composé de tables de bois où les clients sont entassés. Pourtant, cet endroit attire aussi bien des célébrités que des anonymes et, étant donné la configuration de l'espace, aucun tabouret ne doit rester libre à une table.

## Popularité

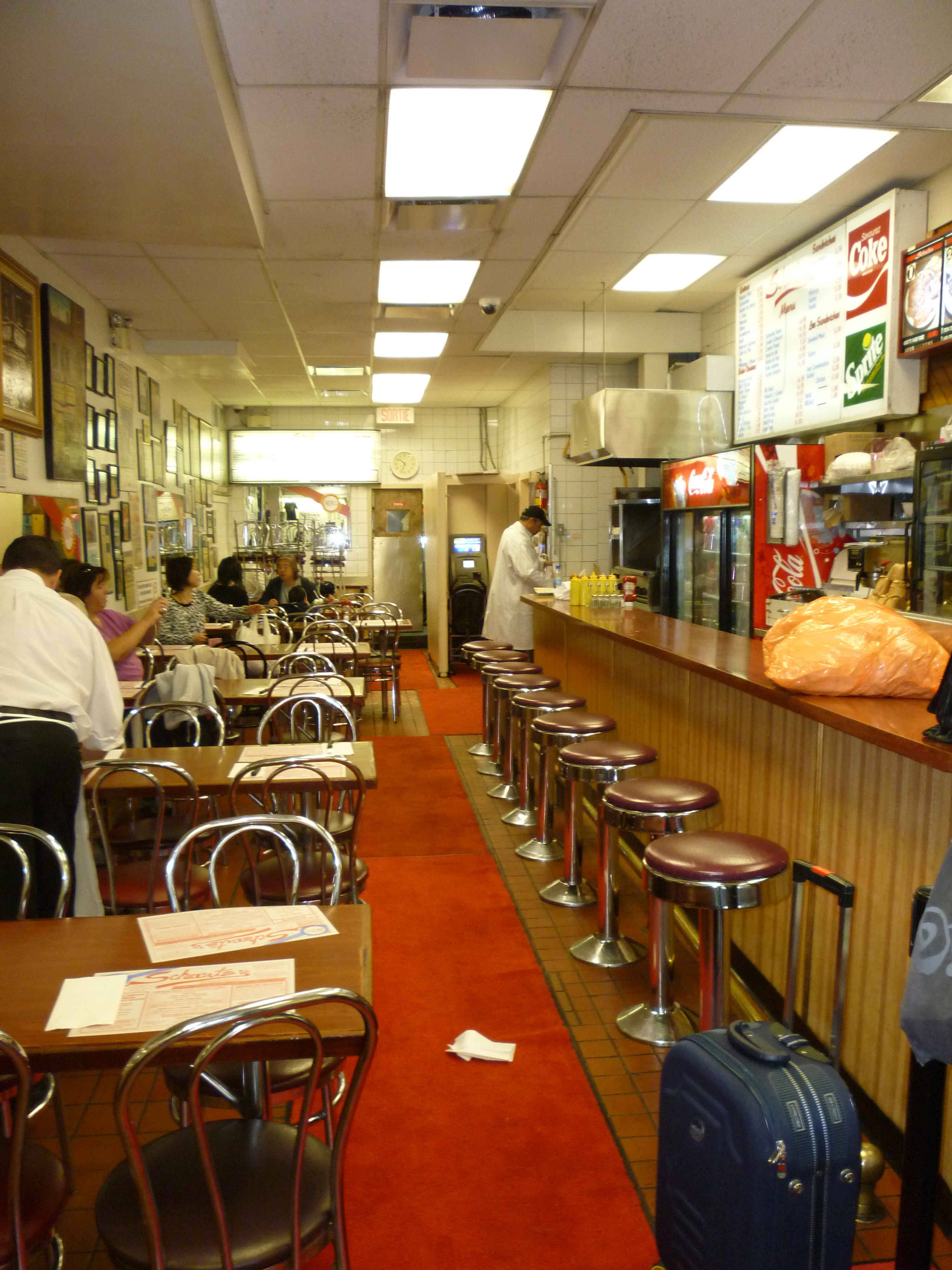
L'intérieur du restaurant.

De fait, la popularité du lieu génère quasiment en permanence une file d'attente de gens qui attendent une place assise. Il existe en outre une file distincte pour les commandes à emporter. En raison de l'étroitesse de l'entrée, ceci peut créer une certaine confusion, à tel point qu'un employé est souvent préposé à la circulation des clients, alors qu'il existe un endroit distinct pour les commandes à emporter.
La réputation du restaurant s'étend bien au-delà des limites de la ville. Vedettes de cinéma, hommes et femmes politiques, magnats et richissimes hommes d'affaires et autres célébrités constituent des clients réguliers de l'endroit qui peuvent commander la viande fumée chez Schwartz's par tous les moyens disponibles.
Plusieurs entrepreneurs ont offert à Schwartz's d'ouvrir des franchises dans diverses villes nord-américaines, mais les propriétaires ont toujours refusé.